# Чеч, Петра
Пе́тра Чеч (нем. Petra Tschetsch, была известна также как Пе́тра Чеч-Хильтенсбе́ргер, нем. Petra Tschetsch-Hiltensberger; род. 3 октября 1960, ФРГ) — немецкая кёрлингистка.

## Команды
| Сезон                                          | Четвёртый       | Третий                   | Второй                   | Первый          | Запасной                        | Турниры             |
| ---------------------------------------------- | --------------- | ------------------------ | ------------------------ | --------------- | ------------------------------- | ------------------- |
| 1982—83                                        | Альмут Хеге     | Йозефине Айнсле          | Сюзанн Кох               | Петра Чеч       |                                 | ЧЕ 1982 (9 место)   |
| 1983—84                                        | Альмут Хеге     | Йозефине Айнсле          | Сюзанн Кох               | Петра Чеч       |                                 | ЧМ 1984             |
| 1984—85                                        | Альмут Хеге     | Йозефине Айнсле          | Сюзанн Кох               | Петра Чеч       |                                 | ЧЕ 1984             |
| 1985—86                                        | Альмут Хеге     | Петра Чеч                | Сюзанн Финк              | Йозефине Айнсле |                                 | ЧЕ 1985 (6 место)   |
| 1991—92                                        | Йозефине Айнсле | Петра Чеч-Хильтенсбергер | Элизабет Лендле          | Карин Фишер     | Альмут Хеге-Шёлль               | ЧМ 1992 (8 место)   |
| 1992—93                                        | Джанет Стрейер  | Йозефине Айнсле          | Петра Чеч-Хильтенсбергер | Карин Фишер     | Элизабет Лендле                 | ЧМ 1993             |
| 1993—94                                        | Йозефине Айнсле | Петра Чеч-Хильтенсбергер | Элизабет Лендле          | Карин Фишер     | Михаэла Грайф                   | ЧЕ 1993 (6 место)   |
| 1999—00                                        | Петра Чеч       | Даниэла Йенч             | Карин Фишер              | Геза Ангрик     | Элизабет Лендле                 | ЧМ 2000 (6 место)   |
| 2004—05                                        | Даниэла Йенч    | Лиза Хаммер              | Зина Фрай                | Марика Треттин  | Петра Чеч тренер: Дик Хендерсон | ЧЕ 2004 (9 место)   |
| 2009—10                                        | Петра Чеч       | Геза Ангрик              | Геррит Мюллер            | Марион Клоц     |                                 |                     |
| 2010—11                                        | Даниэла Йенч    | Петра Чеч                | Марика Треттин           | Геза Ангрик     |                                 |                     |
| Кёрлинг среди смешанных команд (mixed curling) |                 |                          |                          |                 |                                 |                     |
| 2013—14                                        | Андреас Капп    | Петра Чеч                | Хольгер Хёне             | Пиа-Лиза Шёлль  |                                 | ЧЕСК 2013           |
| 2015—16                                        | Андреас Капп    | Петра Чеч                | Хольгер Хёне             | Пиа-Лиза Шёлль  | тренер: Эльмар Хильтенсбергер   | ЧМСК 2015 (5 место) |
| 2016—17                                        | Андреас Капп    | Петра Чеч                | Хольгер Хёне             | Пиа-Лиза Шёлль  |                                 | ЧМСК 2016 (5 место) |
| 2019—20                                        | Андреас Капп    | Пиа-Лиза Шёлль           | Бенни Капп               | Петра Чеч       |                                 | ЧМСК 2019           |

(скипы выделены полужирным шрифтом)

## Достижения
- Чемпионат мира по кёрлингу среди женщин: серебро (1993), бронза (1984).
- Чемпионат Европы по кёрлингу: золото (1984)
- Чемпионат мира по кёрлингу среди смешанных команд: серебро (2019)
- Чемпионат Европы по кёрлингу среди смешанных команд: золото (2013).